# Badisches Volksecho
Badisches Volksecho (L'Echo du peuple de Baden) était un hebdomadaire en allemand. Il a été publié à Stuttgart en Allemagne de l'Ouest, entre avril 1946 et mars 1947. Plus tard, il a été publié à Mannheim, Karlsruhe et Stuttgart en Allemagne de l'Ouest, entre avril 1947 et le 11 août 1956. Il a été publié par l'organisation régionale du parti communiste allemand à Wurtemberg-Bade,,. Bien qu'initialement prévu en tant qu'organe pour le nord de Baden, il a été distribué dans la zone d'occupation française également après l'interdiction de l'organe du sud du Baden Unser Tag.
Le 12 août 1950, les autorités militaires américaines ont suspendu la publication de Badisches Volksecho pour une période de 90 jours, pour avoir imprimé des documents jugés « préjudiciables au prestige des forces alliées »,.
En 1955, le journal avait un tirage d'environ 16 000 exemplaires. Badisches Volkecho a été interdit en 1956.